# Movimento Monarchico Italiano
Il Movimento Monarchico Italiano è stato un movimento politico-culturale italiano, di ispirazione monarchica, fondato nel 1944.
Successivamente si sono costituiti due movimenti omonimi: l'uno nel 1984 e l'altro nel 2001. Quest'ultimo, assieme all'Unione Monarchica Italiana e a Italia Reale (formazione nata nel 1972, col nome di Alleanza Monarchica, per iniziativa della componente del Partito Democratico Italiano di Unità Monarchica contraria alla fusione nel Movimento Sociale Italiano - Destra Nazionale), costituisce uno dei movimenti che ancora si ispira alla tradizione politica di Casa Savoia.

## Storia
Il Movimento Monarchico Italiano venne fondato nel 1944 dal conte Giorgio Asinari di San Marzano, figlio del senatore Enrico, che ne fu segretario generale . Nel 1946 partecipò alle elezioni amministrative  di Roma con una propria lista che prese circa 40.000 voti. Nel 1948 si alleò con il Partito Nazionale Monarchico.
Nel 1959 una frazione del Partito Monarchico Popolare, contraria alla riunificazione con il PNM e guidata da Antonio Cremisini, rifondò il Movimento Monarchico Italiano e nel 1961 quindi confluì nel MSI.

### Il movimento del 1984
Dopo l'esperienza del movimento monarchico fondato nel 1944, un'omonima formazione fu fondata nel 1984, nel corso di un'assemblea tenutasi a Borgaro Torinese il 26 e il 27 ottobre. Il primo atto dell'assemblea fu il riconoscimento del principe di Napoli, Vittorio Emanuele di Savoia, come capo di Casa Savoia e legittimo successore di re Umberto II come precedentemente previsto dallo Statuto Albertino. Il conte Carlo Galimberti di Faussone e il conte Umberto Provana di Collegno vennero investiti dall'Assemblea del compito di dirigere il movimento in attesa della convocazione del Primo Congresso del M.M.I.
L'8 giugno 1986, in occasione del quarantesimo anniversario della repubblica, venne organizzata a Roma una manifestazione guidata dal presidente del MMI Galimberti. Tra i dirigenti presenti: Mario Pedrazzoli e Domenico De Napoli. L'ex deputato Alfredo Covelli, fondatore del Partito Nazionale Monarchico, inviò un messaggio di saluto. Il Movimento Monarchico, sezione di Roma, aveva inoltre organizzato un convegno di studi con la partecipazione di Edgardo Sogno.

### Il movimento del 2001
Nel 2001 è stato fondato con lo stesso nome un movimento trasversale ai partiti politici. Il 14 marzo 2001 viene organizzato a Roma il Convegno di presentazione del Manifesto Politico del MMI. L'evento avviene con la presidenza di Vittorio Feltri.
Il suo segretario nazionale è stato per molto tempo Alberto Claut, poi sostituito da Andrea Rosso; il presidente nazionale è stato prima Francesco Garofalo Modica e poi Nicola Barile. Il vice segretario è Alfredo Lonoce.
L'attuale testata giornalistica è il periodico Opinioni Nuove Notizie, mentre in precedenza è stata Opinioni Nuove, ceduta poi all'editore del quotidiano Libero.
A differenza dell'UMI, il MMI appoggiava Vittorio Emanuele di Savoia nella questione dinastica, ma attualmente ha limitato le proprie attività a livello nazionale, talvolta collaborando con Alleanza Monarchica e gli altri movimenti monarchici.